# Purge d'Ansei

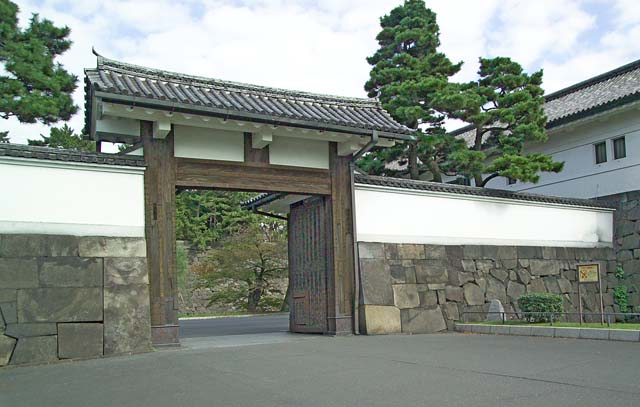
La porte Sakurada du château d'Edo où a été assassiné Ii Naosuke.

La purge d'Ansei (安政の大獄, Ansei no taigoku) désigne la répression politique dont ont été victimes plus de 100 personnes du shogunat Tokugawa, de différents domaines féodaux et des kuge (aristocrates) de la cour impériale de Kyoto dans les années 1858 et 1859. Le nom « Ansei » renvoie à l'ère Ansei des ères du Japon.

## Contexte et déroulement
À l'origine des purges se trouve le tairō (régent du shogun) Ii Naosuke, qui veut éliminer ses adversaires politiques hostiles à sa gestion de la question de la succession shogunale. Ii Naosuke est à la tête de ce qui s'appelle la faction Kishū, qui veut installer Tokugawa Iemochi, le jeune daimyo du domaine de Kishū de la lignée Kishū des Tokugawa, comme successeur du défunt Tokugawa Iesada, ce qui se réalise. À Ii Naosuke s'oppose la faction Hitotsubashi, soutenue par Tokugawa Yoshinobu, lequel succède à Ii huit ans plus tard mais après la mort de Iemochi (1866).
Les enjeux cachés sont cependant plus importants : Ii veut renforcer le shogunat des Tokugawa et le maintenir, tandis que ses adversaires prévoient la fin de ce dernier, qui intervient dix ans plus tard à l'époque de Yoshinobu.
Il s'agit également d'une question de politique étrangère : le Japon doit-il lever sa politique isolationniste et s'ouvrir aux échanges avec les puissances occidentales, ce que Ii Naosuke a rendu possible avec le traité Harris, ou les « barbares » doivent-ils être expulsés, comme l'exige la faction Sonnō jōi ?
Avec les purges, Naosuke se fait beaucoup d'ennemis de sorte que finalement le 24 mars 1860, il est assassiné à la porte Sakurada en quittant le château d'Edo. Cet attentat est appelé incident de Sakuradamon.
Parmi les victimes des purges se trouvent :
- Matsudaira Yoshinaga – daimyo du domaine de Fukui
- Date Munenari – daimyo du domaine d'Uwajima
- Yamanouchi Toyoshige – daimyo du domaine de Tosa
- Sanai Hashimoto
- Yoshida Shōin

Les victimes des purges ont très souvent été contraintes d'abandonner leur poste et placées en résidence surveillée. Huit d'entre elles ont été exécutées.

## Source
Kusunoki Seiichirō: Nihon shi omoshiro suiri: Nazo no satsujin jiken o oe. Futami Bunko, Tokio 1991

## Source de la traduction
- (de) Cet article est partiellement ou en totalité issu de l’article de Wikipédia en allemand intitulé « Ansei-Säuberung » (voir la liste des auteurs).